# Литература Шотландии

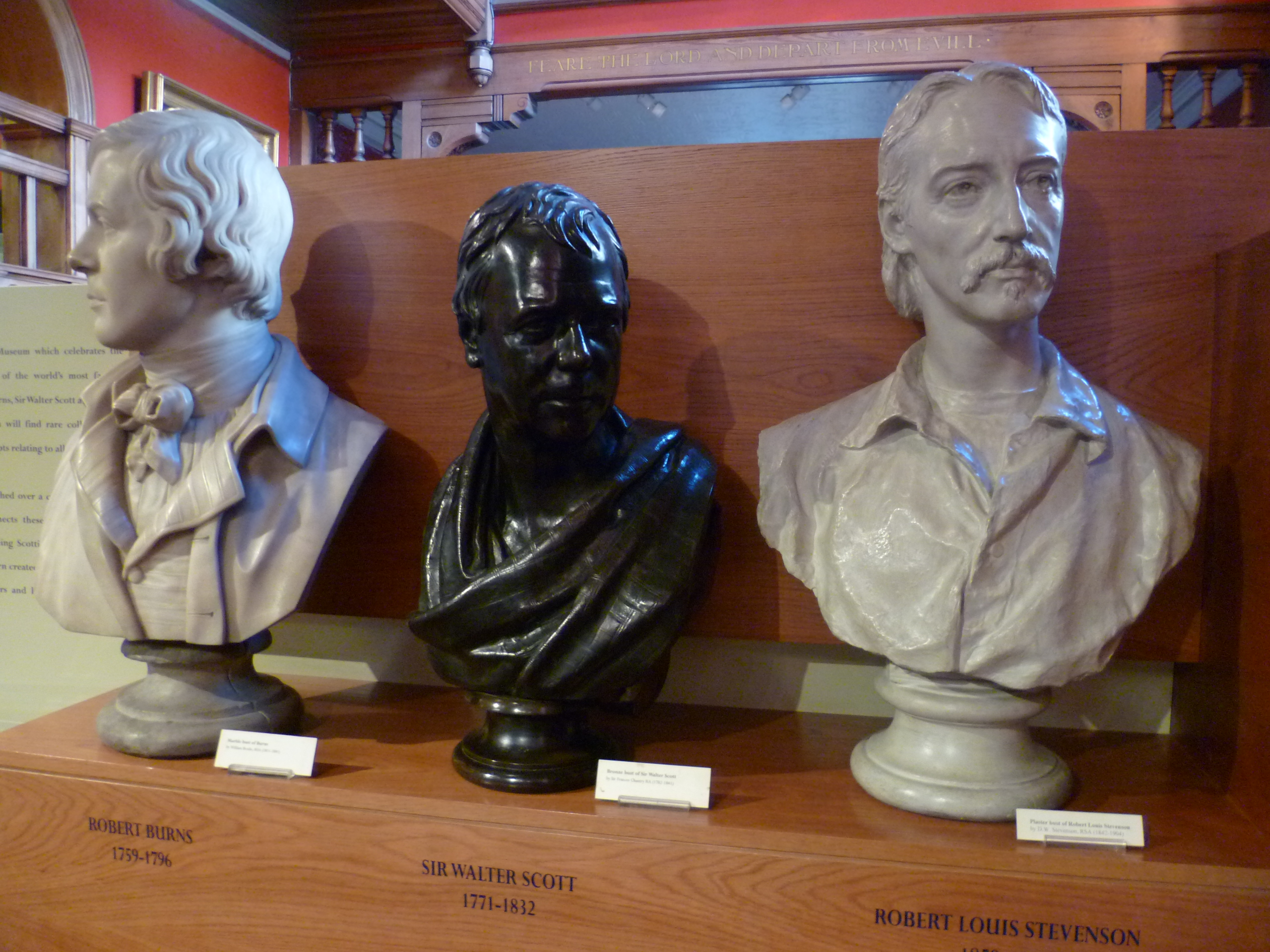
Известные шотландские писатели: Роберт Бёрнс, Вальтер Скотт и Роберт Льюис Стивенсон

Литература Шотландии — литературные произведения, написанные в Шотландии и/или шотландскими авторами. Основными языками шотландской литературы являются гэльский, латынь и староанглийский (Средние века); английский и скотс (эпоха Возрождения — наше время).
Памятники раннесредневековой шотландской литературы — главным образом, лирические произведения на темы религии (христианства или язычества), монархии или войны. В связи с тем, что в Раннем Средневековье кельты населяли всю Британию, в шотландской литературе прослеживается влияние валлийской и бриттской культуры; в Шотландии, как считается, было написано одно из произведений знаменитого валлийского барда Талиесина.
В период Высокого Средневековья продолжалось использование гэльского и латыни как литературных языков. Шотландские барды активно сотрудничали с ирландскими; именно в Ирландии и Шотландии в XI—XII веках были впервые записаны саги фенийского цикла кельтских мифов и легенд. Начал развиваться жанр хроники, достигший расцвета в Позднем Средневековье и в эпоху Возрождения. Кроме того, Позднее Средневековье ознаменовалось началом развития прозаических литературных жанров.
В эпоху Возрождения стал популярным позже прославленный Робертом Бёрнсом и Вальтером Скоттом жанр баллады; начали публиковаться сборники баллад. Одним из самых известных и полных поэтических сборников стала так называемая «Книга настоятеля Лисморского», ныне хранящаяся в Национальной библиотеке Шотландии.
Новое время совпало с временем Шотландского Просвещения — периодом расцвета философской и научной литературы. Появились новые жанры — например, урбанистическая лирика. В XVIII—XIX веках жили и творили три самых знаменитых шотландских писателя — Роберт Бёрнс, Вальтер Скотт и Роберт Льюис Стивенсон.
Начало XX века стало периодом модернизма, так называемого Шотландского Ренессанса. В это время поэтом Хью Макдиармидом был возрождён литературный скотс, поэтому до сих пор шотландские авторы делятся на две основных группы: одни, подражая Макдиармиду, пишут на скотс, другие в своих произведениях используют английский.

## Средневековье

### Раннее Средневековье

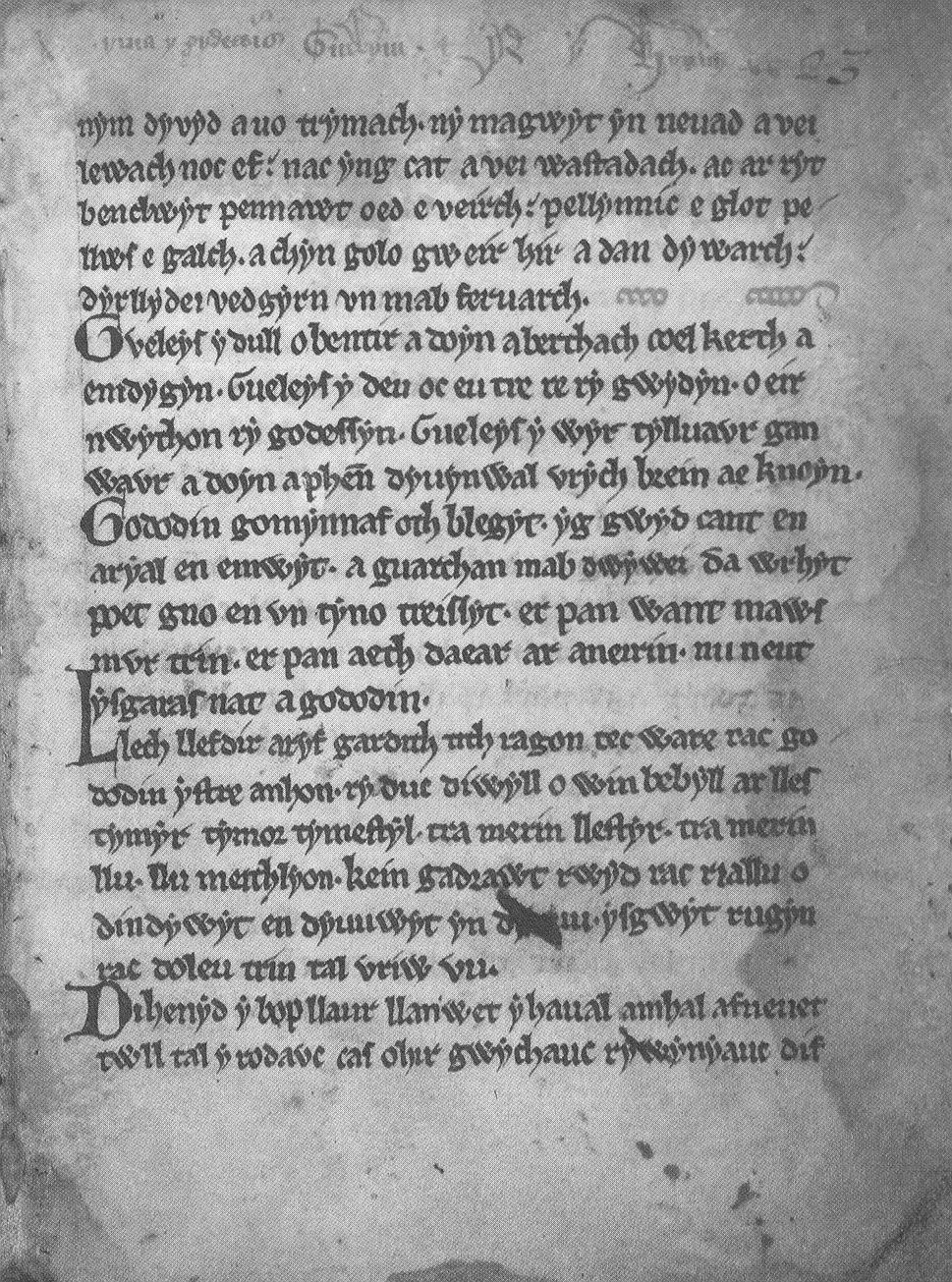
Первая часть поэмы «Гододин» в Книге Анейрина

После ухода римлян из Британии и формирования Королевства Альба люди с севера Британии говорили на нескольких кельтских языках и на староанглийском; после христианизации как язык богослужений распространилась латынь. Пикты в основном говорили на каком-то из бриттских языков. Из собственно пиктской литературы тех времён никаких произведений не сохранилось. Но на территории нынешней Шотландии были написаны некоторые произведения на языке, позже развившемся в валлийский. Из них наиболее известны «Гододин» (валл. Y Gododdin, поэма, приписываемая барду Анейрину, жившему в государстве Гододин в VI веке) и «Битва при Гвен-Истрад» (валл. Gweith Gwen Ystrat, поэма, приписываемая Талиесину, современнику Анейрина из Северного Уэльса).
Также к тому периоду относятся некоторые религиозные тексты на гэльском, например, «Элегия о святом Колумбе», приписываемая Дэллану Форгейллу (ок. 597 года), и «Похвальное слово святому Колумбе» Беккана Мак Лугдеха (ок. 677 года). На латыни были написаны такие тексты, как «Молитва о защите» (середина VI века) и «Великий Творец» (ок. 597 года, приписывается святому Колумбе). «Жизнь Колумбы» (лат. Vita Columbae) аббата Адомнана Айонского, считающееся самым значимым произведением шотландской средневековой религиозной литературы, и другие поэмы и каноны, сочинённые тем же аббатом, также были написаны на латыни.
На староанглийском языке в тот период была написана поэма «Сон Креста», отрывки из которой были найдены на Рутвелльском кресте — единственный памятник нортумбрийского диалекта староанглийского языка Раннего Средневековья.
Из раннесредневековой литературы населявших часть шотландских территорий скандинавов сохранились только дохристианские религиозные стихи, например, описания валькирий.
Одним из основных жанров светской шотландской поэзии Раннего Средневековья являлось восхваление (англ. praise), адресованное монархам. До наших дней сохранились написанные придворным бардом восхваления короля Уриена, правителя королевства Регед на юге Шотландии.

#### «Гододин»
«Гододин», как уже было сказано выше — одно из самых известных произведений шотландской средневековой литературы. Хотя эту поэму называют героическим эпосом, в ней нет никакого единого сюжета: её 1500 строк делятся на отдельные, мало связанные между собой элегии о воинах из Гододина, павших в битве при Каттерике.
В различных списках «Гододина» в поэме имеются стихотворные вставки, не имеющие общего с темой произведения, например, «Пролог рассказчика» (описание барда, собирающегося начать рассказ на пиру) и «Плащ Диногата» (колыбельная или детский стишок о мальчике Диногате, слушающем, как его мать и шесть рабов поют восхваления его отцу-охотнику).
В тексте «Гододина», как считают некоторые учёные, содержатся самые ранние известные упоминания о короле Артуре (в поэме назван гододинским воином Гваврддуром), а также о Мирддине (валлийская версия имени Мерлина). Но неизвестно, являются ли эти упоминания поздними вставками или же они были в оригинальном тексте. Во втором случае они могут служить подтверждением существования Артура и Мирддина как исторических фигур.

### Высокое Средневековье

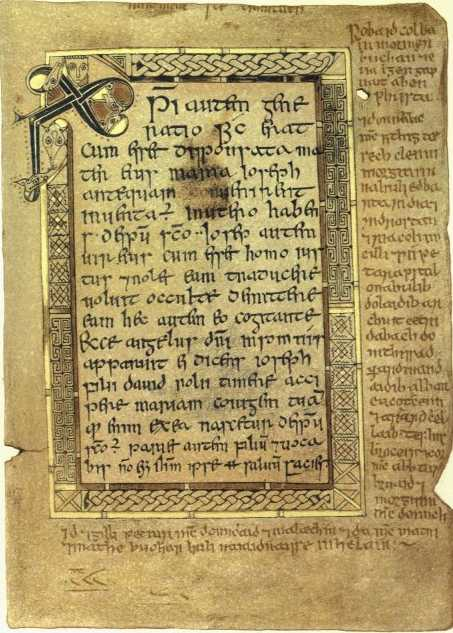
Дирская книга, содержащая латинский текст Евангелия от Матфея

До того, как во время правления Давида I началось активное влияние норманнской и саксонской культуры на шотландскую, в Шотландии многие авторы писали литературные произведения в основном на гэльском и латинском языках. Литература на этих языках продолжала создаваться до XIII века в восточных областях Южно-Шотландской возвышенности, в частности, рядом с Лох-Ливен и в Брикине.
Есть теория, что в Шотландии до XVI века было написано много произведений на ирландском языке, но, как и гэльские книги, они не сохранились. Например, по мнению американского академика Томаса Оуэна Клэнси, ирландская поэма Lebor Bretnach была изначально написана в монастыре в Абернети, хотя и сохранились только её ирландские списки.
Один из немногих поэтов Высокого Средневековья, чьи произведения дошли до наших дней — Гиллебрихде Албанах. Самое известное его произведение — «Направляясь в Дамьетту» (1218), поэма, вдохновлённая Пятым крестовым походом.
В XIII веке как официальный и литературный язык распространился французский. Именно тогда был написан роман артуровского цикла «Роман о Фергусе» (старофр. Roman de Fergus) Гийома ле Клерка, самое раннее из сохранившихся некельтских произведений на языке, имевшем хождение при дворе.
В тот же период на Внешних Гебридах, Оркнеях и других территориях с норвежским населением были написаны некоторые произведения на норвежском языке. И, напротив, «Сага об оркнейцах» (др.-сканд. Orkneyinga saga) была написана в Исландии, хотя и описывает Оркнейские острова.
Кроме французского языка, языком литературы — в основном религиозной — оставалась латынь. К Высокому Средневековью относятся такие известные произведения на латыни, как «Песнь о смерти Сомерледа» (лат. Carmen de morte Sumerledi) — поэма о победе жителей Глазго над Сомерледом — и хвалебный гимн святому Колумбе «Инчхолмский Антифон» (лат. Inchcolm Antiphoner). Для написания различных житий святых, например, «Жизни и чудес святого Кентигерна» (лат. Vita et Miracula Sanctissimi Kentegerni) и «Жизни святой Маргариты, королевы Шотландской» (лат. Vita Sanctae Margaretae Scotorum Reginae), тоже по-прежнему использовалась латынь. На ней были написаны произведения таких шотландских теологов, как Адам Драйбурский, Майкл «Скоттус» и Джон Данс «Скоттус». На латыни были написаны некоторые хроники, например, «Элегическая хроника» (лат. Cronicon Elegiacum) и «Метрическая хроника» (лат. Cronicon Rhythmicum) (последняя в XV веке, возможно, была дополнена Уолтером Бауэром).
В XII—XIV веках регулярно проходили собрания поэтов Ирландии и Шотландии, на которых обсуждались изменения в литературном стиле и языке. Первое такое собрание, о котором остались точные письменные сведения, состоялось на Рождество 1351 года в Уи-Мэйне на территории нынешнего графства Голуэй, под покровительством местного правителя Уильяма О’Келли.

#### Фенийский цикл
Так называемый фенийский цикл, или цикл Оссиана, включает в себя гэльские мифологические саги, группирующиеся вокруг центрального образа воителя-героя Финна Мак Кумала. Хотя действие саг происходит в III веке, сказания окончательно оформились и были записаны в XI—XII веках. Последним произведением, которое относят к фенийскому циклу, считается «Лэ об Ойсине [Оссиане] в Стране Юности» (ок. 1750) Майкла Комина. Сюжет саг цикла основан на реальных событиях: при ирландском короле Кормаке Мак Арте действительно состояли специально обученные воины, так называемые фении.
Действие цикла происходит в Ирландии, но некоторые саги были записаны и на севере Шотландии, и, кроме того, прослеживается влияние шотландского фольклора на сюжет цикла.

#### Литература оркадийцев
В период, когда многочисленные скандинавы, в частности, норвежцы, населяли шотландские острова, были созданы произведения так называемого «Золотого века норвежской литературы». Одним из самых значимых произведений того периода является уже упомянутая «Сага об оркнейцах». Хотя она была написана на территории Исландии, её авторами, скорее всего, являются оркадийцы — так называли себя скандинавы с Оркнейских островов. Её первые главы об истории Оркнеев нельзя назвать правдивыми, но главы о XII—XIII веках описывают вполне реальные события.
Что касается оркадийской лирики в целом, её основным жанром являлся dróddkvætt («написанное в королевском стиле»). В нём написаны восхваления и стихи об исторических событиях. Также к её традиционным жанрам относился lausavísur — стихи в этом жанре состояли из одной строфы и описывали какие-либо недавние происшествия.

#### Семья О’Дьяли
Члены семьи бардов О’Дьяли были по происхождению ирландцами, но оказали сильное влияние на развитие и шотландской литературы. Например, Тадг Дойклех О’Дьяли (?—1181) и Маойлиоса О’Дьяли (?—1185) были названы «Верховными поэтами Ирландии и Шотландии». В Анналах Лох-Сэ все лучшие поэты тех мест сравнивались с бардами О’Дьяли.
Муйредах Албанах О’Дьяли был прозван Мёрдоком Шотландцем, так как, убив сборщика налогов из графства Слайго, он сбежал в Шотландию и оставался там много лет. Ему приписываются около двадцати лирических произведений различных жанров.
Члены семьи О’Дьяли считаются мастерами лирики в жанре dán — используемом многими бардами жанре силлабической поэзии.

### Позднее Средневековье

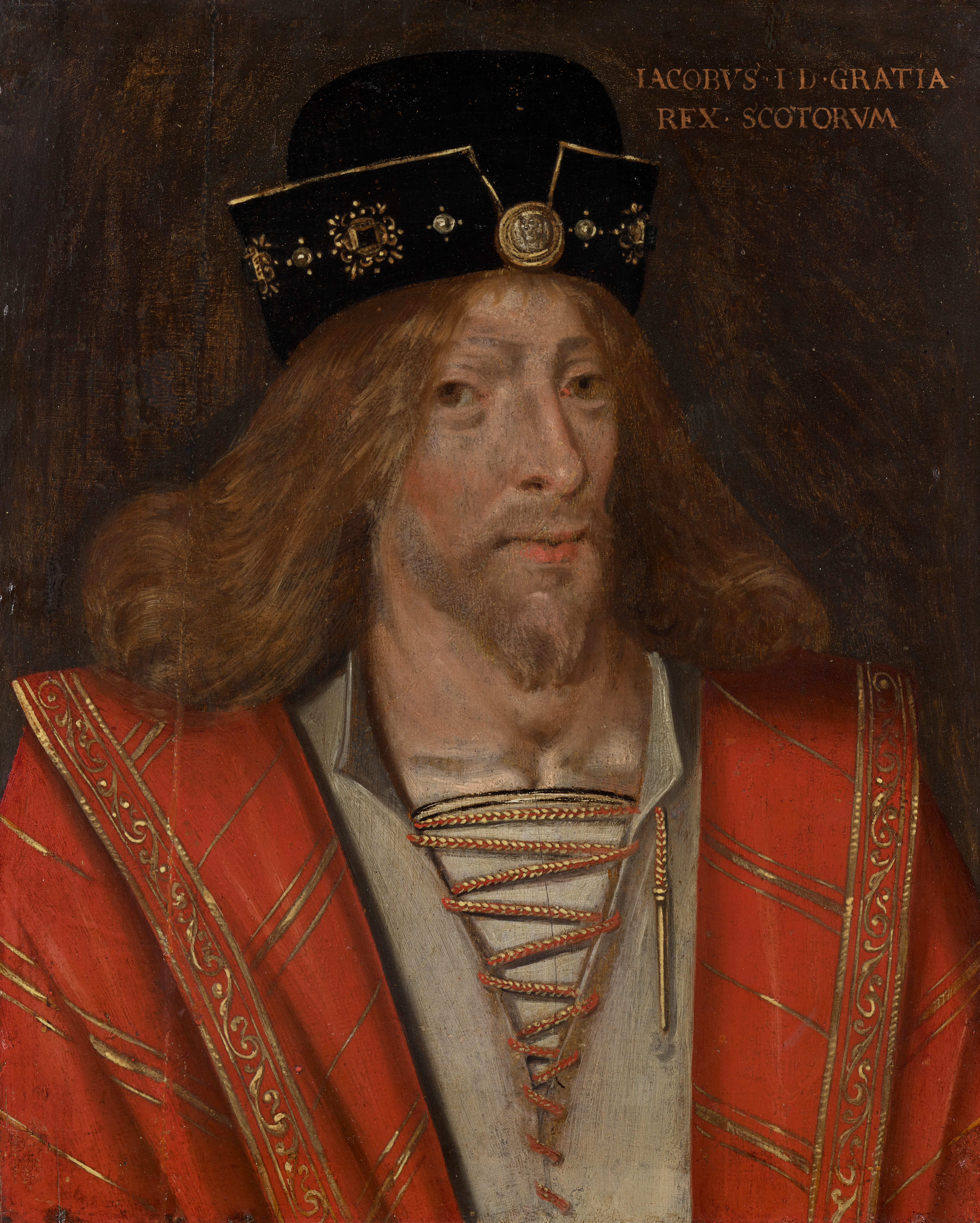
Яков I, проживший большую часть жизни в заключении в Англии и ставший там известным как музыкант и поэт

Самый ранний из сохранившихся объёмных текстов времён Позднего Средневековья — поэма Джона Барбора «Брюс» (скотс The Brus, 1375), написанная под покровительством Роберта II и повествующая о героизме Роберта I Брюса в период войны за независимость Шотландии, в частности, в битве при Бэннокберне. Поэма принесла автору славу: его стали называть «отцом шотландской поэзии». Примечательно, что его английскому современнику Джеффри Чосеру почти одновременно с ним присвоили титул «отца английской поэзии».
Продолжал развиваться жанр хроники: в период Позднего Средневековья были написаны «Хроника шотландского народа» (англ. Chronicle of the Scottish Nation) Джона Форданского, «Подлинная хроника Шотландии» (скотс Orygynale Cronykil of Scotland) Эндрю Уинтонского и «Скоттихроникон» (англ. Scotichronicon) в шестнадцати томах инхколмского аббата Уолтера Бауэра.
В начале XV века, кроме исторических произведений, стали популярными романтические переложения легенд. К наиболее значимым произведениям того периода, как правило, относятся лирические произведения: уже упомянутая «Подлинная хроника Шотландии» Эндрю Уинтонского и «Поступки и подвиги прославленного и отважного воителя сэра Уильяма Уоллеса» (скотс The Actes and Deidis of the Illustre and Vallyeant Campioun Schir William Wallace) Слепого Гарри (в последней поэме явно заметно влияние роялистской придворной политики), — в которых различным образом смешались жанры рыцарского романа и хроники. Также следует отметить такие произведения, как «Книга об Александре» (скотс The Buik of Alexander) и «Ланселот Озёрный» (скотс Launcelot o the Laik) Гилберта Хэя. Как считается, на всю эту литературу сильное влияние оказали французские рыцарские романы.
Многие шотландские литературные произведения Высокого Средневековья создавались так называемыми «макарами», поэтами, близкими к королевскому двору или состоящими при нём. К ним относились и члены королевских семей, например, король Яков I, автор автобиографической поэмы «Королевские бумаги» (скотс The Kingis Quair). Многие макары были образованными людьми, некоторые были богословами. Однако не все произведения макаров были связаны с монархией или церковью: например, ни то, ни другое не является основной темой в поэме «Скорбь о макарах» (скотс Lament for the Makaris) Уильяма Данбара (поэта, который одним из первых стал называть себя «макаром»). Впрочем, светских и не связанных с прославлением королевского двора произведений макаров сохранилось мало.
Уильям Данбар и такие поэты, как Роберт Генрисон, Уолтер Кеннеди и Гэвин Дуглас, считаются лучшими представителями «золотого века шотландской поэзии».
В конце XV века начала развиваться шотландская проза. Хотя известны и более ранние её образцы, такие, как «Охинлекская хроника» (англ. Auchinleck Chronicle), первое дошедшее до наших дней завершённое эпическое произведение — «Зерцало мудрости» (скотс The Meroure of Wyssdome) Джона Айрленда (1490). К тому периоду также относятся переводы французских книг о рыцарстве, например, «Книга о законах в армиях» (скотс The Book of the Law of Armys) и «Закон рыцарства» (скотс Order of Knychthode); а также перевод «Тайны Тайн» (лат. Secretum Secretorum), писем, приписываемых Аристотелю и, как считается, адресованных Александру Македонскому. При Якове IV Гэвин Дуглас написал переложение «Энеиды» Вергилия — первый полный перевод классического текста на староанглийский язык.

#### Литературные стили поэзии

##### Золотой стиль
В Средние века многие шотландские макары, в частности, Данбар и Генрисон, использовали особенный, так называемый «золотой стиль» (англ. aureate style или golden style). Одной из основных отличительных особенностей этого стиля является частое употребление латинизмов: например, подсчитано, что в сумме во всех произведениях Данбара латинизмы составляют 12,9 % от общего количества слов, а в гимне Богородице «Баллада о нашей Госпоже» (скотс Ane Ballat of Our Lady) Данбара — 31,1 %.
Кроме латинизмов, для лирики, написанной в золотом стиле, были характерны употребления чисто английских слов (яркий пример — поэма «Чертополох и роза», скотс The Thrissil and the Rois, Данбара), сложные схемы рифмовки (как, например, в «Королевских бумагах») и соответствующая стилю тематика — в основном религиозная (пример — «Баллада о нашей Госпоже») или же аллегорическая (пример — «Орфей и Эвридика», скотс Orpheus and Eurydice, Генрисона); встречались стихотворения в золотом стиле, прославляющие королей или описывающие значительные исторические события.

##### Низкий стиль
При написании комедий и сатир макарами использовался низкий стиль (англ. low style), полная противоположность золотому. Очень часто в поэзии того или иного автора произведению в золотом стиле мог соответствовать аналог в низком стиле. Например, у Данбара наблюдаются явные параллели между «Балладой о нашей Госпоже» (золотой стиль) и «Борьбой» (скотс The Flyting, низкий стиль), «Благоуханной розой добродетели» (скотс Sweit Rois of Vertue, золотой) и «В тайном месте» (скотс In secreit plais, низкий), «Чертополохом и розой» (золотой) и «Танцем семи смертных грехов» (скотс The Dance of the Sevin Deidly Sins, низкий).
Для низкого стиля характерна простая схема рифмовки (например, aabccb в «Танце семи смертных грехов»); из разных видов строф чаще всего используется куплет. Лексика низкого стиля включает в себя в основном слова, происходящие из норвежского и гэльского языков. Грамматика тяготеет к грамматике разговорного шотландского.

##### Простой стиль
Кроме золотого и низкого стилей, в поэзии Позднего Средневековья мог использоваться простой (англ. plain style). В этом стиле написаны чисто нравоучительные стихотворения, например, «О благоразумии в щедрости» (скотс Of Discretioun in Geving) Данбара. Цель простого стиля заключалась в создании грамотно построенных, не особенно витиеватых, но и не содержащих разговорной лексики стихотворений.
Латинизмы в простом стиле допускались, но лишь тогда, когда их нельзя было заменить соответствующими словами скотс. Неприемлемы были английские заимствования, диалектизмы и просторечные выражения.

## Эпоха Возрождения

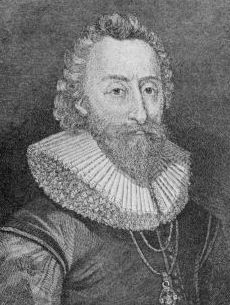
Уильям Александер (ок. 1577—1640), дворянин и поэт, член Кастальской группы. Портрет работы неизвестного художника

Король Яков V покровительствовал литераторам. По его приказу Уильям Стюарт и Джон Белленден сделали стихотворный и прозаический переводы «Истории шотландцев» Гектора Бойса (1527) с латыни. Также при дворе Якова V творил поэт Дэвид Линдсей, лорд Лион; придворная политика повлияла на его произведения сильнее, чем на произведения его предшественников. Именно он считается автором «Славной сатиры о трёх сословиях» (скотс Ane Pleasant Satyre of the Thrie Estaitis, 1540, расширенная версия исполнена в 1552 году), одной из самых ранних сохранившихся завершённых шотландских пьес. В ней содержалась пропаганда Реформации. Линдсей также стал первым известным шотландским автором, чьё произведение («Диалог между Жизненным Опытом и неким придворным», скотс A Dialog betuix Experience and ane Courteour) перевели со скотс на какой-то другой язык, кроме латыни и английского: в 1591 году эта поэма была переведена на датский.
Яков VI сам был поэтом; кроме того, в 1584 году, в возрасте 18 лет, он опубликовал труд «Правила стихосложения на шотландском языке и ошибки, которых следует в нём избегать» (англ. Some Rules and Cautions to be Observed and Eschewed in Scottish Prosody). Также он стал покровителем и членом группы придворных поэтов и писателей, так называемой «Кастальской группы» (название происходит от названия Кастальского ключа), в которую входили, среди прочих, Уильям Фаулер и Александр Монтгомери. Последний был королевским фаворитом. Король называл его «мастером поэзии».
1580-е годы считаются временем расцвета придворной поэзии при Якове VI.
Именно в эпоху Возрождения в Шотландии стал популярным жанр баллады, хотя он был известен и раньше: такие баллады, как «Сэр Патрик Спенс» и «Томас Рифмач», обнаруженные в XVIII веке, датируются XIII веком. Скорее всего, они сначала передавались из поколения в поколение устно, и только с распространением книгопечатания были записаны, а позже — включены в различные сборники народной поэзии, в том числе составленные Робертом Бёрнсом и Вальтером Скоттом. Но в XVI—XVII веках баллады начали писать поэты-аристократы, такие, как Роберт Семпилл (1595—1665), леди Элизабет Уордлоу (1677—1727) и леди Гризель Бэлли (1665—1746).

### «История шотландцев»

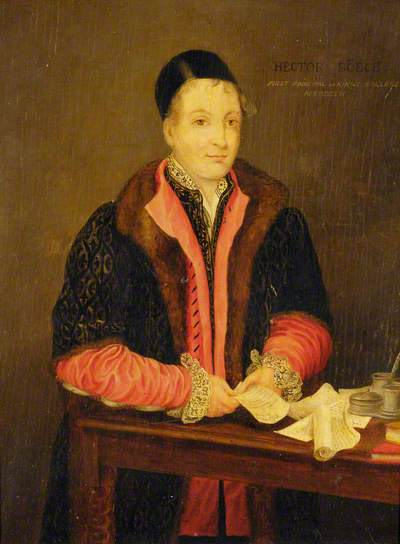
Гектор Бойс. Портрет работы неизвестного художника.

Гектор Бойс, автор уже упомянутой «Истории шотландцев» (лат. Scotorum Historia, полное название «История шотландцев от самого происхождения народа с необычным описанием и многого другого, и государства, и мира», лат. Scotorum Historia a prima gentis origine cum aliarum et rerum et gentium illustratione non vulgari), считается благодаря этому труду одним из величайших шотландских писателей эпохи Возрождения. Впрочем, он не может считаться хорошим историком, так как «История шотландцев» содержит многочисленные вставки из мифов и легенд и домыслы самого автора. Несмотря на это, книга стала очень популярна. Автор посвятил её Якову V.
Она была написана в стиле трудов Тита Ливия, Цицерона и Тацита; некоторые её главы были посвящены культурному, в частности, литературному, наследию Римской империи.
Бойс самолично контролировал работу Беллендена над переводом «Истории» на скотс.
На «Истории шотландцев» основывались авторы многих хроник эпохи Возрождения, например, епископ Джон Лесли в своей книге «Десять книг об истоке, положившем начало нравам и государству шотландцев» (лат. De origine moribus & rebus gestis Scottorum libri decem) (1578) и Джордж Бьюкенен в «Работе по истории государства шотландского» (лат. Rerum Scoticarum Historiae) (1582).

### «Книга настоятеля Лисморского»
Одним из самых ценных гэльских манускриптов считается «Книга настоятеля Лисморского» (англ. The Book of the Dean of Lismore, 1512—1542) Джеймса и Дункана Макгрегоров, написанная в Пертшире. Эта «Книга» представляет собой странное явление в литературе: она состоит не только из завершённых стихов, но и из неоконченных строф, черновиков, прозаических вставок, так что неизвестно, дошло ли до нас её законченное издание или же только черновики и вспомогательные материалы. В неё включены отрывки из стихов Данбара, Генрисона и других известных поэтов, причём не только шотландских — в ней есть отрывок из произведения, приписываемого Джеффри Чосеру.
В «Книге» представлены все три языка, использовавшихся в Позднем Средневековье и в Эпоху Возрождения в Шотландии: латынь, скотс и гэльский (разговорный и литературный). Все стихи на гэльском, содержащиеся в «Книге» — силлабические.
Произведения в «Книге» можно разделить на четыре основные группы: религиозные, «придворные» (панегирики), героические (эту группу, главным образом, составляют отрывки из фенийских саг) и юмористические (в основном стихотворные шутки о духовенстве или женщинах).
Сейчас оригинал «Книги настоятеля Лисморского» хранится в Национальной библиотеке Шотландии.

### Сайлис Кеппохская
Сайлис на Сипейх (Кеппохская), якобитская поэтесса, может быть названа важнейшей фигурой в шотландской поэзии конца XVII—начала XVIII века. Она происходила из древнего рода Макдональдов, а её супруг Александр — из также известной и влиятельной семьи Гордонов, что позволило ей заниматься политикой и писать стихи на злободневные социально-политические темы. Часть её стихов была написана в первой четверти XVIII века как реакция на создание Королевства Великобритания, а позже — на якобитское восстание 1715 года.
Её самое известное стихотворение — стихи о смерти Аласдера Дабха, одного из вождей клана Макдональдов.

### Баллады и их сборники
С распространением жанра баллады в Шотландии началось и его изучение. Уже в 1568 году Джордж Бэннатайн опубликовал сборник баллад Линдсея, Дугласа, Монтгомери и других авторов; причём разделил произведения в сборнике на «баллады богословские» (скотс ballatis of theologie), «баллады, исполненные мудрости и морали» (скотс ballatis full of wisdome and moralitie), «баллады забавные» (скотс ballatis mirry) и «баллады любовные» (скотс ballatis of luve). Манускрипт этого сборника, так называемый Манускрипт Бэннатайна, является одним из важных источников баллад эпохи Возрождения.
Не все произведения в этом манускрипте и ему подобных названы балладами, но обычно это слово встречается в самих названиях стихотворений, один из примеров тому — «Баллада, сочинённая о Маргрет Флеминг» (скотс The ballad maid upoun Margret Fleming).
Сборники баллад публиковались очень часто. Кроме Манускрипта Бэннатайна, одним из самых знаменитых является сборник «Славные христианские баллады» (скотс The Gude and Godlie Ballatis, приписывается Джону Уэддербёрну, сохранившийся список относится к 1567 году), позже в 1621 году расширенный Андро Хартом и изданный под названием «Краткий сборник божественных духовных песен, написанных по различным библейским эпизодам, и других баллад, переделанных из непристойных песен во избежание греха и прелюбодейств, с добавлением некоторых славных христианских баллад, не вошедших в первое издание» (скотс Ane Compendious Booke, of Godly and Spiritual Songs. Collectit out of sundrie parts of the Scripture, with sundries of other Ballates changed out of prophaine sanges, for avoyding of sinne and harlotrie, with augmentation of sundrie gude and godly Ballates, not contained in the first Edition).
Баллады неоднократно переделывались из «непристойных песен», упомянутых в заголовке сборника Харта. Например, страстная баллада «Джон, поскорее поцелуй меня сейчас» (скотс John Cum Kis Me Now), впоследствии обработанная и переизданная Робертом Бёрнсом, в эпоху Возрождения была переделана на религиозный лад: поцелуй стал благоговейным прикладыванием, Джон — Адамом, а вторым героем стихотворения стал Бог. А под пером поэта-якобита та же самая баллада стала едкой политической сатирой.

### Путевые заметки
В эпоху Возрождения стал популярен жанр путевых заметок. К этому относятся такие произведения, как «Недавнее путешествие в Сент-Килду» (англ. A Late Voyage to St Kilda, 1698) и «Описание западных островов Шотландии, примерно 1695 год» (англ. A Description of the Western Isles of Scotland, circa 1695, 1703) Мартина Мартина. Обычно путевые заметки были написаны в прозе, но встречались и лирические произведения в этом жанре, например, «Поэтическое описание Оркнеев» (англ. Poetical Description of Orkney, 1652).
Многие путевые заметки, такие, как «Описание географии Шотландии» (англ. A Geographical Description of Scotland, 1681) Джеймса Патерсона, считались и художественными произведениями, и учебниками по географии.

### Шотландская драматургия эпохи Возрождения
Самая ранняя сохранившаяся шотландская пьеса, написанная до Реформации, датируется 1500 годом и называется «Пьеса о пашне» (англ. Plough Play); в ней символически описываются смерть и замена старого вола. Эта и подобные ей пьесы исполнялись в первое воскресенье после Крещения, когда отмечали начало возобновления земледельческих работ. Под влиянием Церкви содержание таких пьес постепенно стали подводить под христианскую основу, а позже был издан полный запрет на празднование майского праздника, Йоля и прочих праздников, имеющих языческое происхождение, и вместе с ними запретили и пьесы, на них исполнявшиеся.
Пьесы на библейскую тематику, впрочем, часто исполнялись и без этого запрета. Самое раннее упоминание о такой пьесе (её представление было приурочено к празднику Тела и Крови Христовых) относится ещё к 1440 году. Но и драматургия на библейские сюжеты, процветавшая в Позднем Средневековье, исчезла в течение XVI века в результате Реформации.
Пьесы же прочих жанров — аллегории или адаптации античных произведений — были очень популярны в народе и при дворе; в них играли даже монархи. Например, на свадьбе Марии Стюарт в 1558 году в Эдинбурге исполнялась пьеса (до наших дней не дошедшая) «Торжество и игра» (скотс Triumphe and Play).
После того, как Яков VI стал английским королём и уехал в 1603 году из Шотландии, драматургия пришла в упадок. В период с 1603 до 1700 года в стране, насколько известно, были написаны только три пьесы, из которых две были поставлены на сцене.

### Языки шотландской литературы эпохи Возрождения
Основным литературным языком Шотландии постепенно стал скотс, но, несмотря на это, он был не единственным. В литературе также использовались гэльский и латинский языки.

#### Гэльский
Хотя после начала английского и нормандского влияния на Шотландию гэльский язык стал менее распространённым, к эпохе Возрождения относится и период возрождения этого языка на западных и юго-западных территориях. Об этом упоминает Мартин в своём «Описании западных островов»; он подчёркивает, что на западе Шотландии гэльский язык использовался и как литературный, и как язык официальных документов.
Кроме того, встречаются некоторые литературные произведения, написанные на смеси гэльского и скотс. Это, к примеру, уже упомянутая «Книга настоятеля Лисморского»: в ней используется гэльская лексика по грамматическим правилам скотс.

#### Латинский

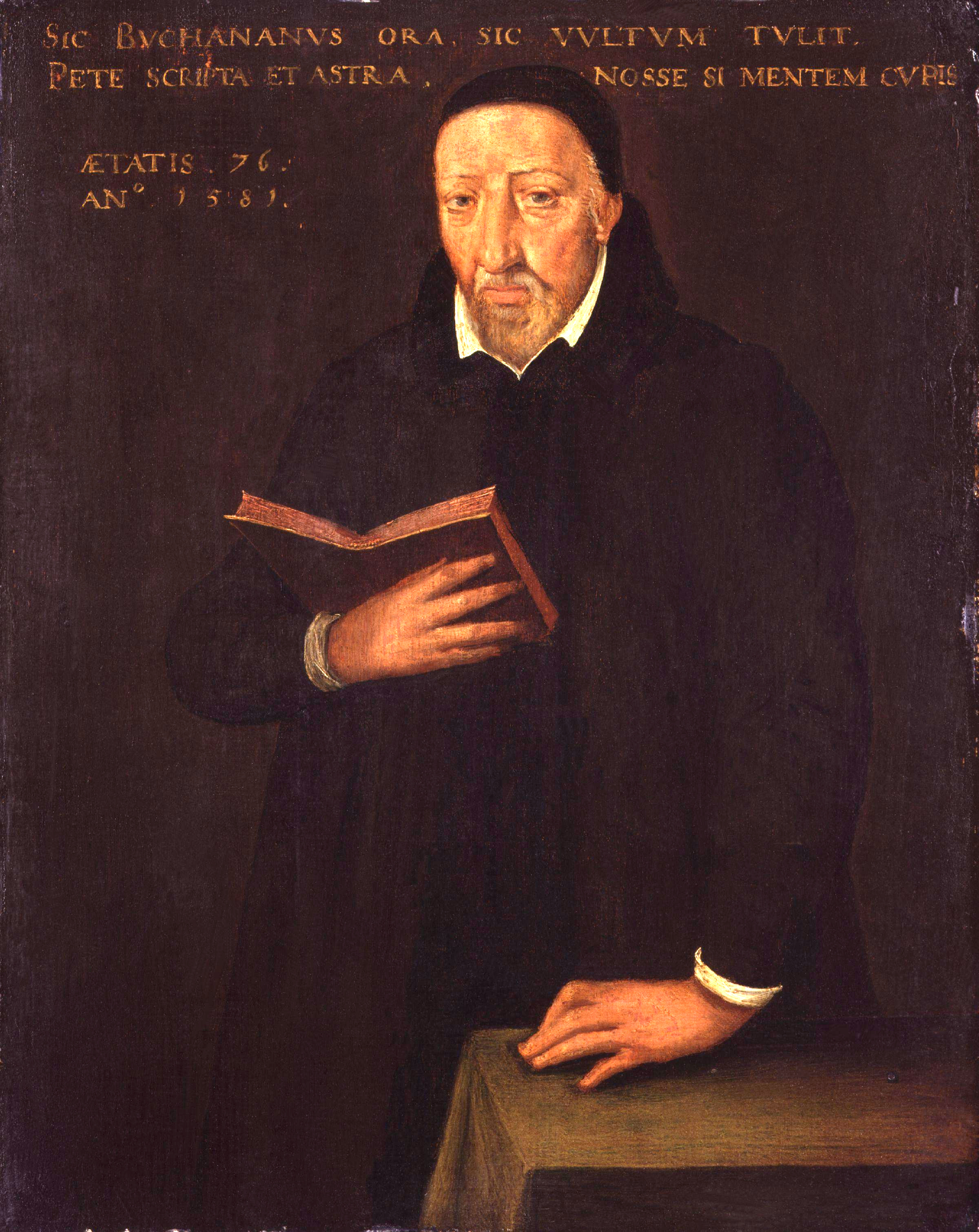
Джордж Бьюкенен. Портрет работы Арнольда ван Браункхёрста.

В связи с возникшим во Франции в XVI веке движением неоклассицистов латынь в эпоху Возрождения продолжала быть популярным литературным языком. Её использовал, например, Джордж Бьюкенен, считающийся величайшим латинистом своего времени. По-прежнему латынь была языком поэтических хроник, таких, как «История великой Британии, как Шотландии, так и Англии» (лат. Historia Britanniae Majoris tam Angliae quam Scotiae) Джона Мэйра (1521).
Латынь также использовали многие другие авторы, среди них Бойс, Белленден и Уильям Драммонд. Произведения шотландских латинистов переводились на многие европейские языки — например, французский, немецкий, итальянский, польский, венгерский и голландский.

## Новое время
После объединения с Англией культура Шотландии стала находиться под значительным влиянием английской, но, тем не менее, в Новое время и исконно шотландская культура, и литература в том числе, продолжала развиваться и получила мировую известность. Например, Аллан Рэмсей (1686—1758) возродил интерес к старым литературным жанрам, в частности, пасторальной поэзии, за что его очень уважали современники, в том числе, к примеру, ирландский поэт Джеймс Арбакл. Многие поэты обращались в своём творчестве к древним гэльским легендам.
Джеймс Макферсон стал первым шотландским поэтом, завоевавшим всемирную славу: он объявил, что якобы нашёл и перевёл стихи Оссиана, и опубликовал под их видом собственные произведения. Эти стихи называли кельтским аналогом античной литературы. Они были переведены на многие европейские языки и оказали влияние на развитие романтизма. Поэмой Макферсона «Фингал» (англ. Fingal, 1762) вдохновлялись Иоганн Гёте и Иоганн Гердер; другими его произведениями — Анна-Луиза Жермена де Сталь и прочие европейские писатели. В настоящее время выяснилось, что вся лирика Макферсона — не перевод с кельтского, а его стихи в стиле кельтских саг и основанные на кельтской мифологии.
В XVIII веке, кроме Джеймса Макферсона, единственным из прославившихся за рубежом шотландских поэтов стал Роберт Блэр, благодаря своей поэме «Могила» (англ. The Grave, 1743), ставшей известной в Нидерландах и Германии.
Впрочем, если широкому кругу европейских читателей XVIII века были малознакомы произведения их шотландских современников, то по всему миру были очень популярны сборники старых шотландских баллад: эти баллады переводились на многие языки, а знаменитые писатели, такие, как Александр Пушкин и Ханс Кристиан Андерсен, писали их переложения.
Во второй половине XIX века многие книги шотландских авторов стали бестселлерами в связи с охватившей Европу, в частности, Италию и Францию, англоманией. Среди них были готическая повесть «Странная история доктора Джекила и мистера Хайда» (1886) и другие произведения Роберта Льюиса Стивенсона, цикл произведений о Шерлоке Холмсе Артура Конан Дойля, а также произведения в жанре фэнтези, к примеру, серия повестей о Питере Пэне Джеймса Барри и повести Джорджа Макдональда.

### Эпистолярные жанры
В Новое время в Шотландии стали активно развиваться жанры дневника и переписки. Они были очень популярны в среде буржуазии. Одной из значительных фигур литературы Шотландии в этих жанрах можно с уверенностью назвать Джеймса Босуэлла, написавшего дневник и также ведшего позже опубликованную переписку с многими влиятельными людьми, например, с достопочтенным Эндрю Эрскином.
Что касается публикации писем, она долгое время была запрещена. Лишь в девятнадцатом веке, во многом благодаря Вальтеру Скотту, наступил золотой век эпистолярных жанров в Шотландии. Скотта, равно как и Байрона с Босуэллом, сравнивают с такими представителями литературы в подобных жанрах, как Сэмюэл Пипс.

### Шотландское Просвещение
Термином «Шотландское Просвещение» в XX веке стали обозначать XVIII век после объединения Шотландии и Англии, когда в Шотландии активно развивались философия и науки. Некоторые современные историки считают, что выделять эту эпоху как время какого-то особенного расцвета некорректно, так как и за десятилетия до объединения в Шотландии уже шло достаточно быстрое и разностороннее развитие культуры. Тем не менее, понятие Шотландского Просвещения укоренилось и продолжает использоваться, в частности, потому, что именно то время характеризуется концентрацией внимания философов и учёных на человеке и его природе.
Большую роль в развитии философской литературы этого периода сыграл Дэвид Юм: время публикации его первых работ и считают началом эпохи Шотландского Просвещения. В этот период было написано много работ Юма, Адама Смита и других учёных и литераторов по истории, социологии, антропологии и экономике; некоторые из этих работ вводили в вышеперечисленные науки новые теории.

### Урбанистическая поэзия

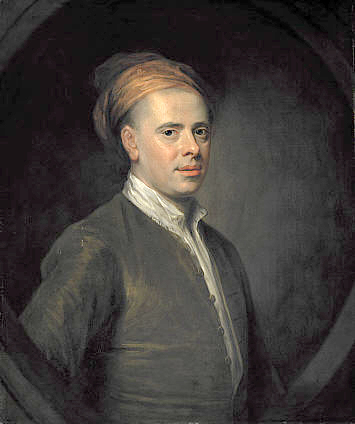
Аллан Рэмсей. Портрет работы Уильяма Эйкмана

Развившаяся в XVIII—XIX веках урбанистическая поэзия описывала различные аспекты жизни в городах. Одним из первых шотландских поэтов-урбанистов был Аллан Рэмсей, написавший несколько лирических произведений об Эдинбурге. Среди его последователей были Роберт Фергюссон, Джеймс Томсон, Джон Дэвидсон.
Рэмсей показывал как хорошие, так и плохие стороны городской жизни, но сам он был ярым сторонником урбанизации, в частности, экономического и культурного развития Эдинбурга. Другие авторы урбанистической лирики, например, Фергюссон, относились к этому прогрессу неоднозначно, о чём писали в своих стихах. Некоторые, к примеру, Томас Кэмбелл в «Строках о возвращении к шотландской реке» (англ. Lines on Revisiting a Scottish River), Джеймс Иссон в «Девушке с фабрики» (англ. The Factory Girl), Марион Бернстейн в «Песне города Глазго» (англ. The Song of Glasgow Town) и «Песне для рабочего» (англ. The Song for the Working Man), явно противились индустриальному развитию страны. Но были среди поэтов и сторонники мнения Рэмсея: таким сторонником, ещё более активно отстаивавшим свою точку зрения на урбанизацию, был Джеймс Томсон. Кроме того, были литературные произведения, авторы которых передавали свою неприязнь к прогрессу и урбанизации через юмор и иронию — например, «Как мы поехали вверх по Гленматчкинской железной дороге и как мы оттуда выбрались» (англ. How we got up the Glenmutchkin railway and how we got out of it, 1845) Уильяма Эйтоуна.
В XIX веке в лирике урбанистов встречался мотив «тёмного города» — либо ночного загадочного города, либо загрязнённого и гибнущего. Его использовали такие поэты, как Томсон (например, в стихотворении «Подходя к собору Святого Павла» — англ. The Approach to St. Paul’s; а также в описывающей ночные кошмары поэме «Город страшной ночи» — англ. The City of Dreadful Night), Александр Смит (в поэме «Глазго» — англ. Glasgow), Джеймс Макфарлен (в поэме «Разрушенный город» — англ. The Ruined City).

### Литературный примитивизм
Джеймс Макферсон со своими «Стихами Оссиана» (англ. The Poems of Ossian) и Джеймс Битти, автор поэмы «Менестрель» (англ. The Minstrel), положили начало новому направлению шотландской литературы — примитивизму. Примитивисты считали, что люди в Древнем мире и в Средние века были искреннее и ближе к природе, к естественности. В примитивистских произведениях (как в художественных, так и в публицистических) наблюдались ограниченность количества используемых слов и одновременно яркость и образность текста.
Некоторые примитивисты, такие, как Макферсон, в своих произведениях стремились к исторической и географической точности, чтобы придать им реалистический оттенок, а другие, среди них — Битти, напротив, старались абстрагироваться от конкретных событий и явлений.

### Шотландский ориентализм
В связи с тем, что в Британской Индии жило большое количество шотландцев, в шотландской литературе Нового времени развился ориентализм; в частности, наблюдался интерес к индийской культуре, были написаны произведения, прославляющие романтику Востока. К ориенталистам в некоторой степени принадлежал Вальтер Скотт (это видно, к примеру, по его роману «Гай Мэннеринг» и рассказу «Дочь хирурга», англ. The Surgeon’s Daughter). Часть ориенталистов, сами работавшие в Ост-Индской компании (половина британских офицеров в Индии в 1754—1784 годах была из Шотландии), писала более реалистичные произведения и описывала тяжёлую жизнь в Южной Азии.
Из ориенталистов, писавших не об Индии, наиболее известен Роберт Льюис Стивенсон, обративший внимание шотландских читателей на жизнь в колониях на тихоокеанских островах, по которым он много путешествовал (оставаясь, однако, горячим патриотом Шотландии).

### Шотландская драматургия Нового времени
Драматургия в Шотландии долгое время была большей частью под запретом по религиозным причинам: показывать пьесы позволялось в основном только в качестве интерлюдии на музыкальных концертах; так, в 1747 году в Эдинбурге Канонгейтский концертный зал открылся концертом и премьерной постановкой «Гамлета». Но и уличные представления (не только собственно спектакли, но и чтение народных баллад и пение фольклорных песен) продолжали идти, либо тайно, либо, во избежание конфликтов с законом, под какими-то благовидными предлогами. Подобные представления были особенно распространены в Абердине.
Часто спектакли ставились на закрытых собраниях элитных клубов, например, в эдинбургском клубе «Мыс» (англ. Cape).
Одним из первых, кто начал добиваться развития и государственной поддержки шотландских театров, стал Аллан Рэмсей. Он стал автором труда «Некоторые намёки в защиту драматического театра» (англ. Some Hints in Defence of Dramatic Entertainment, 1727). Кроме того, он и сам писал пьесы, в частности, его пьеса (позже ставшая пасторальной оперой) «Кроткий пастушок» (англ. The Gentle Shepherd, 1725, впервые поставлена в 1729) в течение XVIII века была поставлена в Шотландии, Англии и Америке более 160 раз. В 1736 году Рэмсей построил в Эдинбурге театр, впрочем, на следующий же год закрытый вскоре после постановки первого спектакля, оперы «Разочарованный кавалер» (англ. The Disappointed Gallant) Адама Томсона. Рэмсей после закрытия театра написал письмо в магистрат, но всё же власти отказались передать театр назад.
В конце XVIII—начале XIX века театральные постановки были возобновлены повсюду. Стали особенно популярны пьесы, высмеивающие «южан» (англичан), например, «Кудесник, или Шотландец в Лондоне» (англ. The Conjuror; or the Scotsman in London, 1783). Кроме того, ставились пьесы на гэльском; часто инсценировались легенды фенийского цикла. В спектаклях ценился шотландский колорит: ставились пьесы о Шотландии («Мария Стюарт» Фридриха Шиллера, «Макбет» Уильяма Шекспира и др.) и собственно «шотландская национальная драма» (англ. Scottish National Drama) — «Кроткий пастушок» Рэмсея, «Дуглас» (англ. Douglas) Джона Хоума, балеты на шотландские мотивы, например, «Джоки и Дженни, или Любовь в горах» (англ. Jockey and Jenny; or, Love in the Highlands). По мотивам шотландских баллад и готических романов было написано и поставлено много пьес (например, «Приговор Деворгойла: мелодрама», англ. The Doom of Devorgoil: A Melo-Drama, Вальтера Скотта), сюжет которых обычно был построен на разоблачении якобы сверхъестественных явлений, в финалах оказывавшихся выдумками или результатами фокусов.
Одним из выдающихся представителей шотландской национальной драмы был Генри Уильям Мюррей, сотрудничавший с Вальтером Скоттом. Он не только сам писал пьесы в подобных жанрах (такие, как «Мария Стюарт, королева Шотландии, или Крепость Лох-Левен», англ. Mary Stuart, Queen of Scotland, or, The Castle of Loch-Leven, 1825), но и сам играл в постановках и занимался преподаванием актёрского мастерства, тем самым развивая шотландскую национальную драму.

### Всемирно известные шотландские писатели Нового времени

#### Роберт Бёрнс

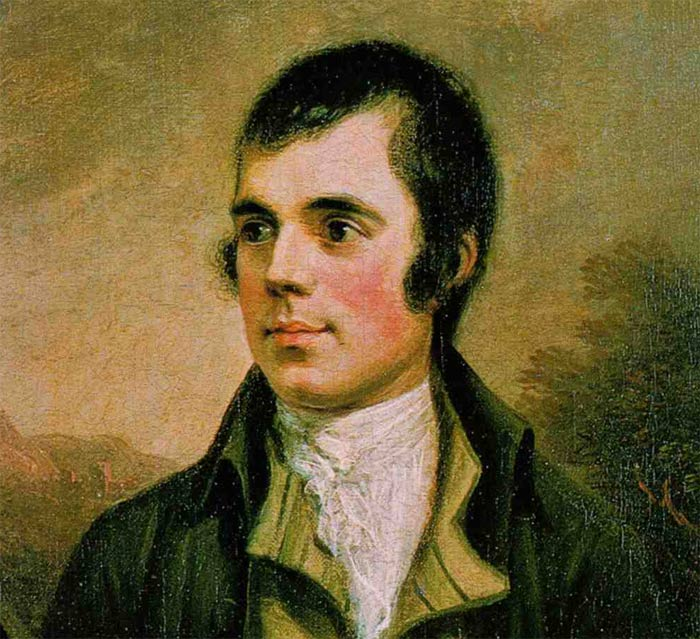
Роберт Бёрнс, считающийся известнейшим шотландским поэтом. Фрагмент портрета работы Александра Нэсмита

Роберт Бёрнс (1759—1796; в народе был известен как Бард, Айрширский Бард и любимый сын Шотландии) считается «национальным бардом» Шотландии и одной из самых значительных фигур британского проторомантизма. В своей лирике он использовал элементы античных, библейских и английских литературных жанров, а также продолжал традиции шотландских макаров. Он главным образом известен как поэт, писавший на скотс (основатель современного литературного скотс), но он знал и английский (в основном шотландские диалекты английского): некоторые из его произведений, например, «Любовь и свобода» (англ. Love and Liberty) были написаны и на том, и на другом языке.
Кроме собственных стихов, он знаменит своими вариациями шотландских народных песен. Его стихотворение и песня «Auld Lang Syne» (рус. Старое доброе время) поётся при встрече Хогманая (традиционный шотландский новогодний праздник); а «Scots Wha Hae» (рус. Шотландцы, которые совершили…) долгое время считалась неофициальным гимном Шотландии.
До развития европейского романтизма Бёрнс был мало известен за пределами Шотландии: до 1800 года только три его произведения были переведены на европейские языки.

#### Вальтер Скотт

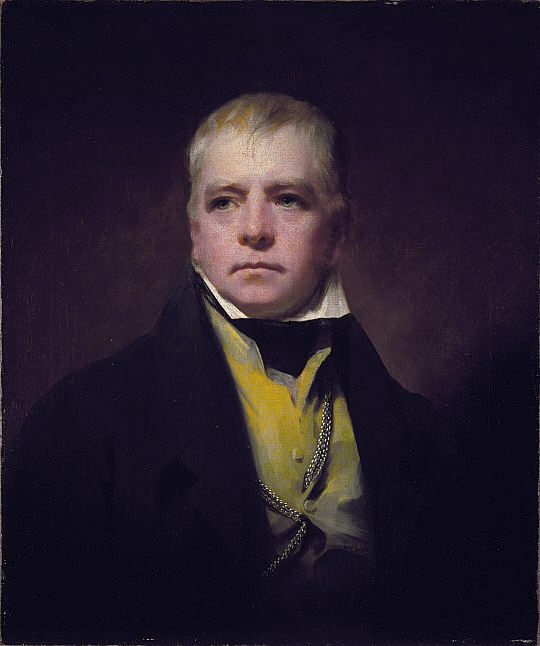
Сэр Вальтер Скотт. Портрет работы Генри Реборна

Сэр Вальтер Скотт (1771—1832) родился в Эдинбурге, но в детстве много времени проводил на ферме недалеко от руин позже увековеченной им в балладе «Иванов вечер» (англ. The Eve of St John, 1808) Смальгольмской башни, в Роксбергшире, в районах, где, по преданиям, жил Томас Лермонт.
Скотт начал как поэт и переводчик с немецкого. Первым крупным его произведением была пьеса «Дом Тополя» (англ. The House of Aspen), предложенная к постановке в 1800 году; после нескольких репетиций работа над пьесой была прервана. Так что долгое время Скотт публиковал только лирику, в основном переложения немецких баллад (например, «Владыка огня», англ. The Fire King, 1801).
Как и Бёрнс, Скотт интересовался историей шотландской культуры, собирал народные баллады, в частности, он издал сборник «Песни менестрелей с шотландской границы» (англ. The Minstrelsy of the Scottish Border, 1802) в трёх томах. Его первое произведение в прозе, роман «Уэверли, или Шестьдесят лет назад» (1814), считается первым шотландским историческим романом. После написания этого романа Скотт почти полностью перешёл в своём творчестве с поэзии на прозу.
Произведения Скотта, как и стихи Бёрнса, стали символами шотландской культуры и способствовали приобретению ею известности. Скотт стал первым англоговорящим писателем, который при жизни приобрёл всемирную славу.

#### Роберт Льюис Стивенсон

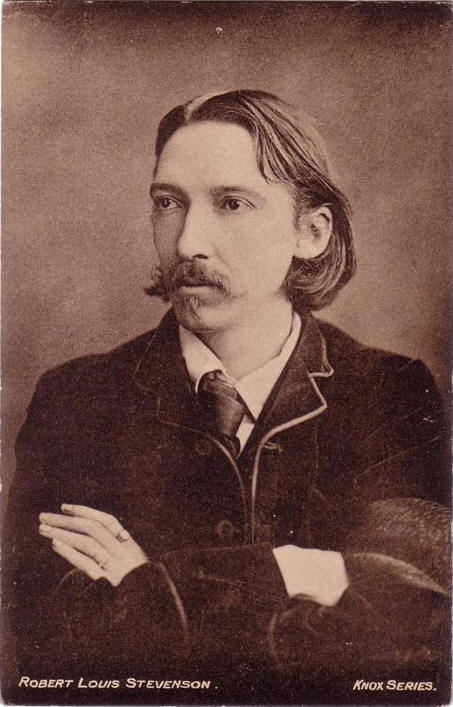
Роберт Льюис Стивенсон. 1880

Роберт Льюис Стивенсон (1850—1894) был знаменит при жизни, но на протяжении XX века в основном считался автором второсортных произведений (детской литературы и литературы ужасов). В конце XX века у критиков и читателей вновь появился интерес к его книгам.
Кроме собственно художественной литературы, Стивенсон занимался теорией литературы, литературной и социальной критикой; он был убеждённым гуманистом. Он изучал историю и культуру тихоокеанских островов.
Хотя он больше знаменит как прозаик, его лирика также известна читателям по всему миру; его стихотворение «Реквием» (англ. The Requiem), ставшее и его надгробной надписью, было переведено на самоанский язык и стало патетической песней, до сих пор популярной в Самоа.

### Гэльская поэзия Нового времени
В Новое время как литературный язык продолжал использоваться гэльский, некоторые учёные отмечают так называемый период «новой гэльской поэзии». Самым известным поэтом Нового времени, творившим на гэльском, считается Аласдер Мак Майстир Аласдер, кроме того, ставший первым гэльским поэтом, чьё произведение было опубликовано прижизненно. Этим произведением, и одновременно первым литературным опытом Мак Майстир Аласдера, стал сборник стихов «Воскресение старого шотландского языка» (гэльск. Ais-eiridh na Sean Chánoin Albannaich).
Этот сборник привлёк внимание многих других поэтов и повлиял на возобновление развития гэльской литературы.
Новые гэльские поэтические произведения Мак Майстир Аласдера и его последователей обычно делились на шестнадцатистрочные строфы следующих видов:
- úrlar — строфа, раскрывающая основную тему
- siubhal — вариация на данную тему
- taobhluath — лирическое отступление
- crúnluath — торжественное заключение

### Реакция на политические события
Многие шотландские литераторы явно выражали в своих произведениях реакцию на социально-политические события. Самое раннее из известных подобных произведений Нового времени — стихотворение «Лето» (англ. Summer) из «Времён года» (англ. The Seasons) Джеймса Томсона. В нём поэт критикует католический Рим, испанскую колониальную политику, по-прежнему существующее в мире рабство и «восточный деспотизм» (англ. oriental despotism). Тобайас Смоллетт, участвовавший в кампании по захвату Картахены и женившийся на дочери ямайского плантатора, как символически, так и явно описывал колониальную политику Великобритании в романе «Приключения Родерика Рэндома» (англ. The Adventures of Roderick Random), ставшем фактически автобиографией Смоллетта. Даже Джеймс Макферсон в своём «Оссиане», по мнению исследователей, завуалированно описывает жизнь в британских колониях.
Шотландцев очень волновала проблема рабства в США. Некоторые авторы — среди них Джон Мур и Генри Маккензи соответственно в романах «Зелако» (англ. Zeluco, 1786) и «Джулия де Рубинье» (англ. Julia de Roubigné, 1777) — яростно выражали свою ненависть к рабству. Другие — например, Джеймс Босуэлл в поэме «Нет отмены рабства» (англ. No Abolition of Slavery, 1791) и Томас Карлейль в книге «Случайные размышления о негритянском вопросе» (англ. Occasional Discourse on the Negro Question, 1849) — напротив, выступали за сохранение рабства и расовой дискриминации.

### Литературная критика
Успешный периодический выпуск литературной критики в Шотландии начался в 1802 году, когда четыре эдинбургских юриста, увлекавшиеся литературой, опубликовали первый номер «Эдинбургского обозрения», журнала, выходившего раз в три месяца. «Эдинбургский обзор» стал эталоном для всех журналов, содержавших критические статьи о литературных произведениях. Его явно копировали многие издания, например, «Ежеквартальный обзор» (англ. Quarterly Review), созданный в 1809 году.
«Эдинбургский обзор» стал первым шотландским литературным журналом, посвящённым только критике. В течение XVIII века уже создавалась подобная ему периодика, к примеру, «Наблюдатель» (англ. The Spectator, существовал в 1711—1712 годах) и «Журнал для джентльменов» (англ. The Gentlemen’s Magazine, основан в 1732 году). Но эти издания включали в себя, кроме критических статей, и отрывки из произведений, и сплетни, и вообще всё, что имело хоть какое-то отношение к литературе. Ни одно из таких изданий долго не просуществовало.

## XX век — настоящее время

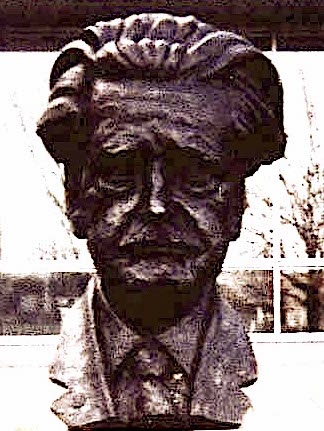
Бюст Хью Макдиармида в Эдинбурге

В начале XX века в Шотландии начал развиваться литературный модернизм. Этот период обычно называют «шотландским Ренессансом». Самым значительным представителем модернистского движения был Хью Макдиармид (настоящее имя Кристофер Мюррей Грив), стремившийся создать из различных шотландских говоров «синтетический шотландский» язык. Этот язык Макдиармид использовал во многих своих произведениях, например, в поэме «Пьяный смотрит на чертополох» (англ. A Drunk Man Looks at the Thistle).
К другим шотландским авторам, также считающимся участниками модернистского движения, относят поэтов Эдвина Муира и Уильяма Сутара, романистов Нила Ганна, Джорджа Блейка, Нэн Шеперд, Арчибальда Кронина, Наоми Митчисон, Эрика Линклейтера и Льюиса Джиббона, а также драматурга Джеймса Брайди. Хотя их нельзя назвать писателями одной литературной школы, их произведения во многом схожи.

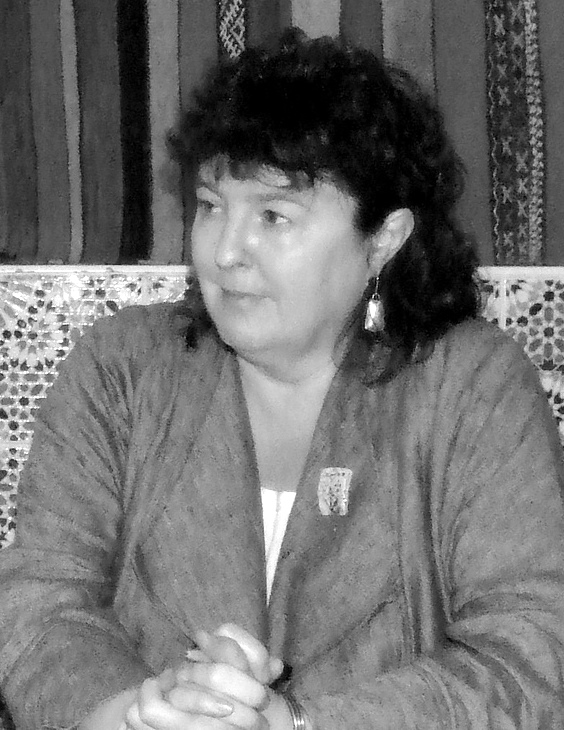
Кэрол Энн Даффи, первый шотландский поэт-лауреат

Некоторые писатели, чьё творчество относится к периоду после Второй мировой войны, такие, как Роберт Гэриох и Сидни Смит, писали по-шотландски, подражая Макдиармиду. Другие, к примеру, Норман Маккейг, Джордж Брюс и Морис Линдсей, писали по-английски. Джордж Маккей Браун с Оркнейских островов стал знаменит произведениями, действие в которых происходило на этих островах.
Эдвин Морган был известным переводчиком со многих европейских языков, а также в 2004 году стал первым шотландским макаром (звание национального поэта, присваиваемое правительством).
Многие шотландские поэты второй половины XX века (среди них Мюриэл Спарк, Джеймс Кеннауэй, Александр Трокки, Джесси Кессон и Робин Дженкинс) провели большую часть жизни за границей, но в своих произведениях часто обращались к шотландским мотивам — например, Мюриэл Спарк в «Лучших годах мисс Джин Броди» (1961) и Кеннауэй в сценарии к «Мелодии славы» (1956).
Среди шотландских бестселлеров были романы Алистера Маклина и историческая проза Дороти Даннетт. К авторам более молодого поколения (1960-е—1970-е годы) относятся Шена Маккей, Аллан Спенс, Аллан Мэсси и Уильям Макилванни.
С 1980-х годов одной из центральных фигур в шотландской литературе стал поэт и литературный критик Филипп Хобсбаум. Он входил в группу писателей, которую также составляли Питер Крэвитц, Джеймс Келман, Аласдер Грей, Лиз Локхед, Том Леонард и Онгэс Макникейл.
К самым значительным шотландским произведениям 1990-х годов обычно причисляют романы «На игле» (1993) Ирвина Уэлша, «Морверн Кэллар» (1995) Алана Уорнера, «Бедные-несчастные» (1992) Аласдера Грея и «До чего ж оно всё запоздало» (1994) Джеймса Келмана. Также в этот период развивалась детективная литература: в жанре детектива стали работать Вэл Макдермид, Фредерик Линдсей, Кристофер Брукмайр, Квинтин Джардин, Дениза Майна и Иэн Рэнкин.
В настоящее время в Шотландии популярна и поэзия. Такие поэты, как Дон Патерсон, Роберт Кроуфорд и Кэтлин Джейми известны во всей Великобритании. А Кэрол Энн Даффи стала первой женщиной и первым шотландским поэтом, получившим звание поэта-лауреата.